# Jüdischer Friedhof Horn (Niederösterreich)

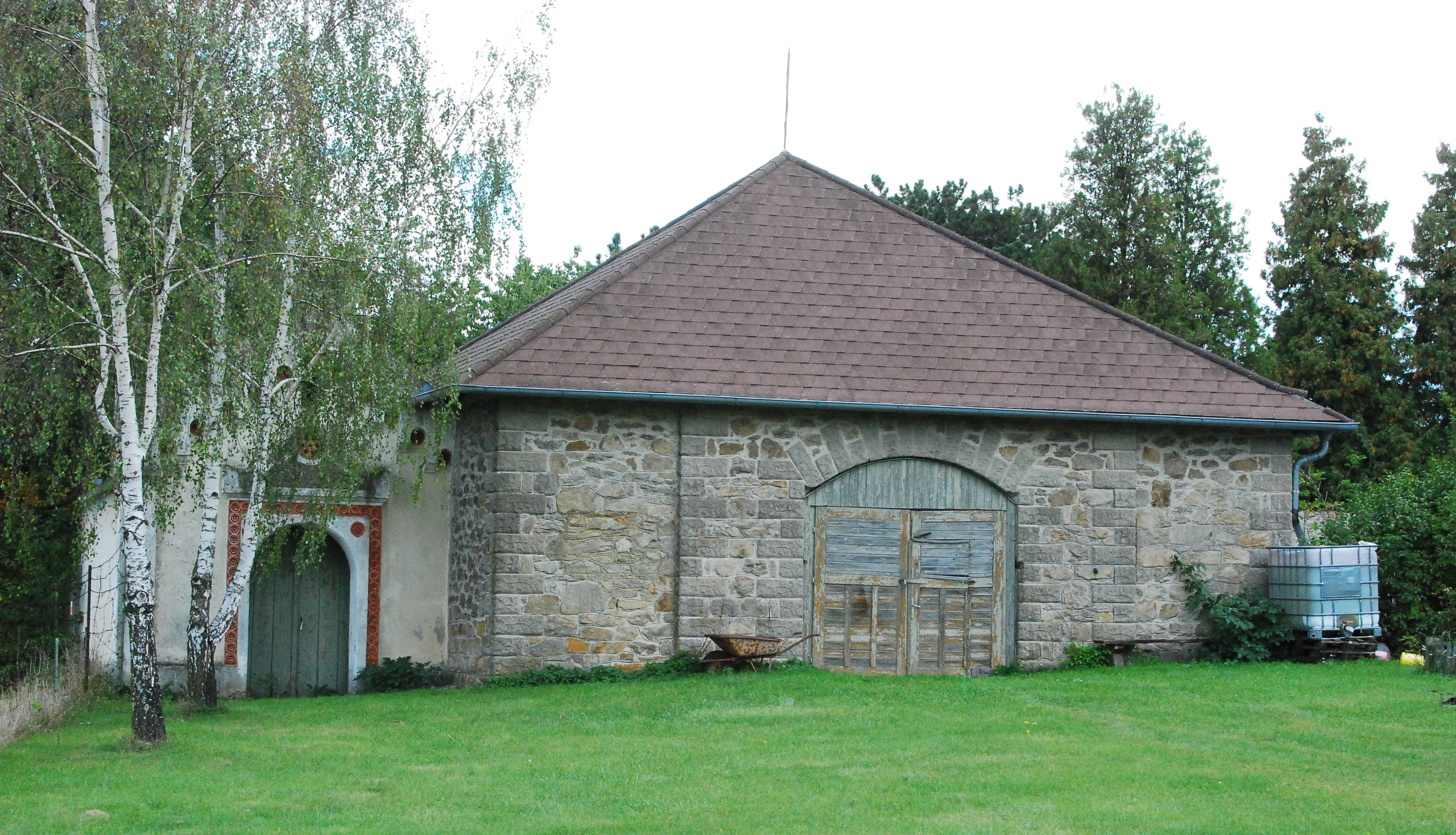
Eingang zum jüdischen Friedhof in Horn und Taharahaus

Der Jüdische Friedhof Horn (Niederösterreich) ist ein denkmalgeschützter (Listeneintrag) jüdischer Friedhof in der niederösterreichischen Stadt Horn. Der jüdische Friedhof wurde 1873 errichtet, er liegt südöstlich der Stadt.
Auf dem 1219 m² großen Friedhof befinden sich 107 Gräber. Bis 1938 fanden 177 Bestattungen statt.
Nach 1945 wurde der jüdische Friedhof instand gesetzt, denn in der Zeit des Nationalsozialismus wurde er von Jugendlichen geschändet; dabei wurden alle Grabsteine umgeworfen.